# Charlotta Strandberg
Albertina Josefina Charlotta (Charlotte) Strandberg, född Linderoth, den 25 juli 1830 i Stockholm, död den 11 juli 1913, var en svensk operasångerska och skådespelare. Hon räknades till de mest betydande vid den svenska operan vid 1800-talets mitt.

## Biografi
Strandberg blev elev vid Dramatens balettskola 1844 och anställd som skådespelare och sångare 1851, när hon gifte sig med operasångaren Olof Strandberg. Hon blev mor till bland andra Anna Maria Strandberg och Olle Strandberg.
Hon beskrivs som djärv, livlig och med gott humör och användes i både små och stora roller. Rösten var välljudande men inte stark och hon försökte kombinera sången med agerandet så väl som möjligt. Hon spelade tonårspojkar (byxroller) och gummor i komedier och ansågs som en av de skickligaste inom subrettfacket. Bäst ansågs hon inom komedin i skälmska och pikanta roller, men inte inom tragedin.
Mest berömd blev hon i titelrollen som Den sköna Helena på Dramaten 1865, som emellertid ansågs vara mera av en publikmässig än konstnärlig framgång. I pojkroller fick hon beröm som Carlo Broschi i Hälften var och Jemmy i Wilhelm Tell och i flickroller som Zerlina i Don Juan och Fatima i Oberon samt som gumman Marta i Faust och amman i Romeo och Julia. Hon spelade både Susanna, Cherubin och Marcellina i Figaros bröllop. Hon pensionerades 1889.
Strandberg är begravd på Norra begravningsplatsen utanför Stockholm.

## Galleri

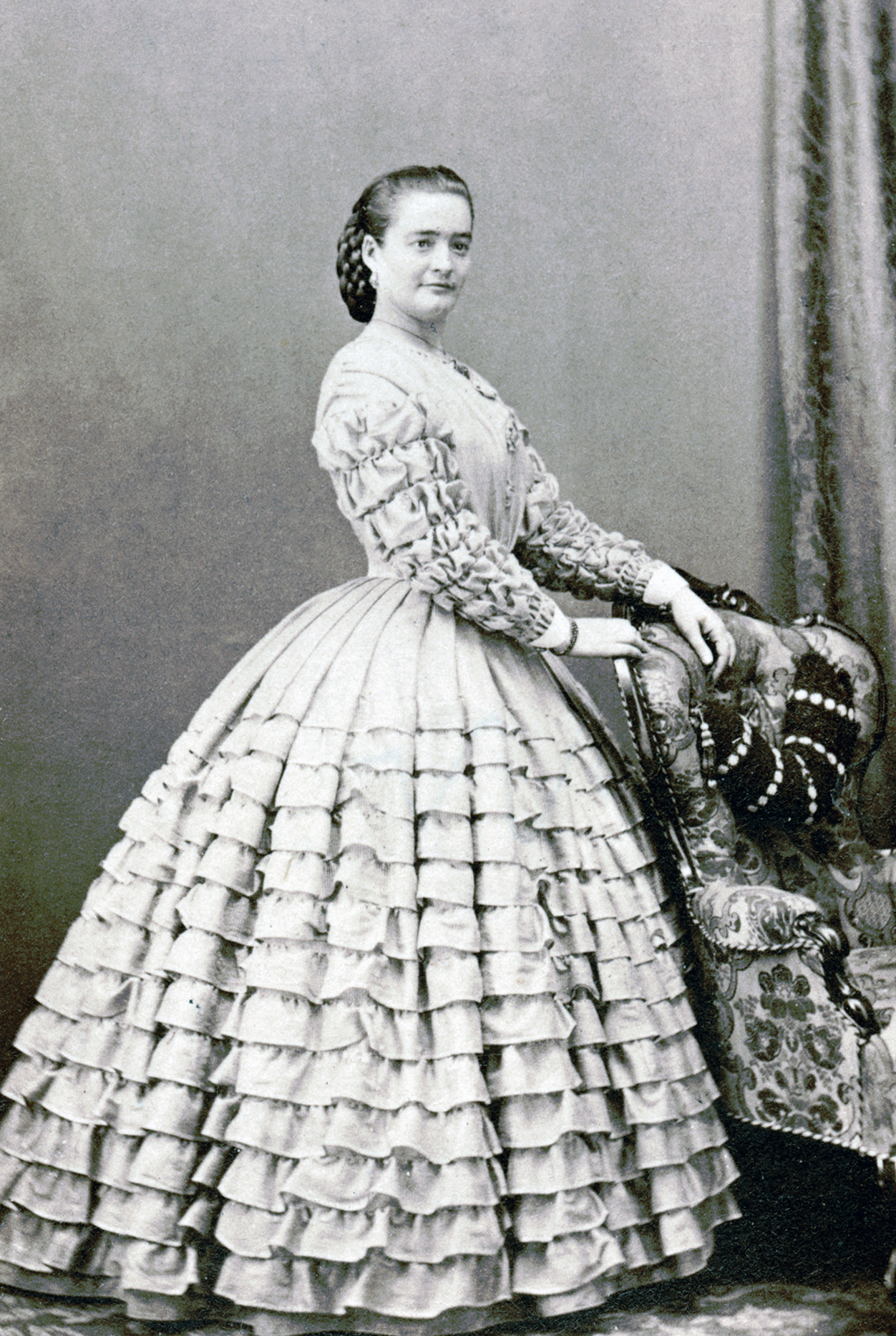
Foto 1862
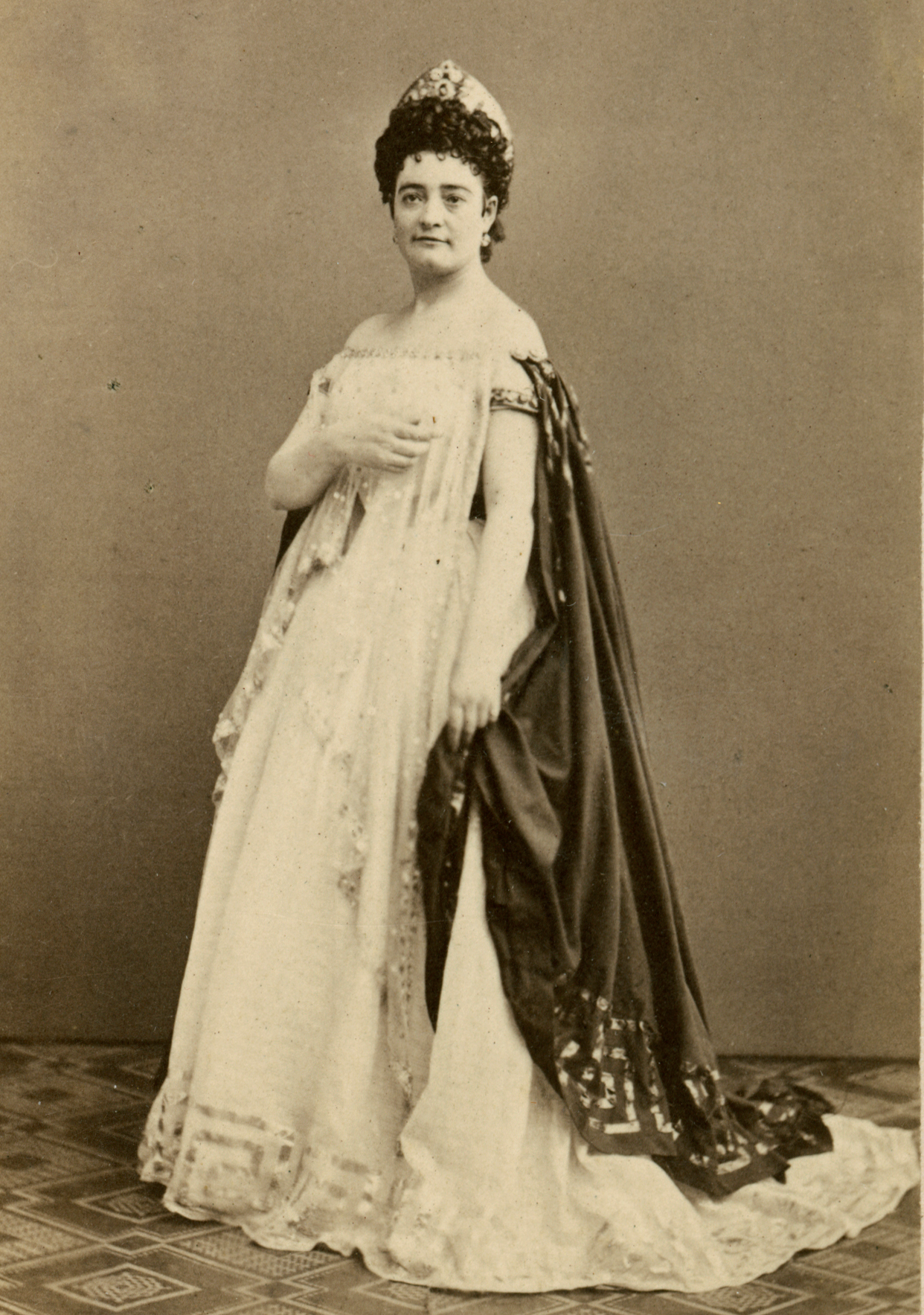
I titelrollen som Den sköna Helena på Dramaten 1865.

## Teater

### Roller
| År   | Roll   | Produktion                                                       | Regi | Teater          |
| 1865 | Helena | Sköna Helena Jacques Offenbach, Henri Meilhac och Ludovic Halévy |      | Kungliga Operan |